# Cyril Chapuis
Cyril Chapuis (* 21. März 1979 in Lyon) ist ein ehemaliger französischer Fußballspieler.

## Ligakarriere
Chapuis begann seine professionelle Karriere bei Chamois Niort in der Ligue 2 und wechselte anschließend zu Stade Rennes in die Ligue 1. Im Januar 2002 unterschrieb er bei Olympique Marseille einen Fünfjahresvertrag.
Er spielte dort eineinhalb Jahre. Hiernach wurde er zunächst an Leeds United ausgeliehen, wo er allerdings nur einmal gegen Bolton im November 2003 zum Einsatz kam, anschließend spielte er auf Leihbasis bei Racing Straßburg (Januar bis Juni 2004) und für AC Ajaccio (Saison 2004/05).
Im Jahr 2005 hatte er keinen Vertrag mehr. Nach über einem Jahr ohne Verein schloss er sich zur Probe den Glasgow Rangers an, unterschrieb schließlich aber bei Grenoble Foot in der Ligue 2. Es folgten weitere Stationen beim FC Metz und nach einer dreijährigen Pause beim FC Bourg-Péronnas, ehe er seine Karriere dort beendete.

## Internationale Karriere
Chapuis wurde in das französische U-21-Nationalteam berufen. Er war Teil des Kaders, der bei der U-21-Fußball-Europameisterschaft 2002 im Finale gegen die tschechische U-21-Nationalmannschaft verlor.